# Macu, la mujer del policía
Macu, la mujer del policía es una película de la directora sueca-venezolana Solveig Hoogesteijn, estrenada en Venezuela en 1987. Se trata de una de las películas más taquilleras de la historia del cine venezolano, con 1,1 millones entradas vendidas, y una de las últimas películas de la llamada Época de Oro del cine venezolano.

## Sinopsis
Cuando Macu (María Luisa Mosquera) tenía 11 años es obligada por su madre y su abuela a irse con Ismael (Daniel Alvarado), un policía 20 años mayor que ella, quien a pesar de mantener una relación con la madre de Macu (Ana Castell), siempre había demostrado un interés particular por la niña. Al pasar varios años, Macu e Ismael ya conforman una familia con 2 hijos, sin embargo Macu comienza a experimentar los deseos de cualquier chica caraqueña de 17 años: tener amigos de su edad, ir a discotecas, participar en los juegos callejeros del barrio en donde vive y coquetear con chicos de su misma edad; es así como inicia una relación con Simón (Frank Hernandez Spano), un chico contemporáneo con ella. Obviamente este "amigo" de Macu no es bien visto por Ismael, quien sospecha que Macu mantiene una relación amorosa con Simón. Un día desaparecen dos chicos del barrio amigos de Simón y de Macu, días después desaparece también Simón, por lo que todas las sospechas recaen sobre Ismael, por su parte Macu es repudiada por los vecinos del barrio incluyendo los familiares de los desaparecidos, pues alegan que ella es la culpable de que Ismael haya matado por celos a los 3 chicos. Poco a poco la Policía va recopilando pistas y finalmente se descubre que Ismael fue quien asesinó a los 3 jóvenes amigos de Macu, para hacerles creer a todos que los muchachos habían huido de Caracas por problemas de drogas.
El argumento de esta película está basado en un hecho real, específicamente el caso del agente policial Argenis Rafael Ledezma (el llamado "Monstruo de Mamera"), el cual fue condenado en 1980 a 30 años de cárcel y estuvo recluido en la Penitenciaría General de Venezuela en San Juan de los Morros, en el Estado Guárico. Hoy se encuentra en libertad tras cumplir una condena de 21 años, la cual fue reducida por "buena conducta".

## Reparto
| Actor                 | Personaje |
| --------------------- | --------- |
| Daniel Alvarado       | Ismael    |
| María Luisa Mosquera  | Macu      |
| Frank Hernández Spano | Simón     |
| Tito Aponte           |           |
| Ana Castell           |           |
| Carmen Palma          |           |
| Iván Feo              |           |
| Ana María Paredes     |           |
| Daniela Alvarado      | Teresita  |

## Curiosidades
- Los niños que en la película hacen de hijos de Ismael (Daniel Alvarado) y de Macu (María Luisa Mosquera) son Daniela Alvarado y Carlos Daniel Alvarado y son los verdaderos hijos del actor Daniel Alvarado.
- Gran parte de la trama de la película está basada en la historia real del agente policial Argenis Rafael Ledezma y su esposa Rosa Elena "La Chena", curiosamente cuando la película fue estrenada el agente Ledezma ya no se refería a su esposa como "La Chena" sino como "Macu".